# Воган, Эрнест Огастес, 5-й граф Лисбёрн
Эрнест Огастес Малет Воган, 5-й граф Лисберн (англ. Ernest Augustus Malet Vaughan, 5th Earl of Lisburne; 26 июня 1836 — 31 марта 1888) — английский пэр и известный землевладелец в Кардиганшире.

## Биография
Родился 26 июня 1836 года. Старший сын Эрнеста Вогана, 4-го графа Лисбёрна (1800—1873), и его первой жены, Мэри Палк (ок. 1799—1851), второй дочери сэра Лоуренса Палка, 2-го баронета. Он получил образование в Итонском колледже и в колледже Крайст-черч в Оксфорде.
На парламентских выборах 1868 года Эрнест Воган безуспешно баллотировался в Палату общин Великобритании.
8 ноября 1873 года после смерти своего отца Эрнест Воган унаследовал титулы 5-го графа Лисбёрна в графстве Антрим, 8-го виконта Лисбёрна в графстве Антрим и 8-го барона Фетарда в графстве Типперэри.
Сохраняя поддержку консерваторов, лорд Лисбёрн в значительной степени отошел от активной политики и играл небольшую роль в управлении графства Кардиганшир и квартальных сессиях.
В 1878 году он был назначен главным шерифом графства Кардиганшир.
Лорд Лисбёрн скончался 31 марта 1888 года в возрасте 51 года.

## Семья
Лорд Лисбёрн был дважды женат. 24 июня 1858 года он женился первым браком на Гертруде Лауре Бернаби (2 сентября 1836 — 29 марта 1865), третьей дочери землевладельца и придворного Эдвина Бернаби и Энн Кэролайн Солсбери. У супругов было четверо детей:
- Леди Ида Констанс Воган (? — 16 января 1941), в 1886 году она вышла замуж за бригадного генерала Сеймура Чарльза Хейла Монро, от брака с которым у неё было трое детей.
- Леди Эмид Мод Роуз Воган (? — 12 декабря 1877), незамужняя
- Леди Люси Воган (? — 6 августа 1916), в 1887 году она вышла замуж за Мартина Альбирта-Зильбера.
- Джордж Генри Артур Воган, 6-й граф Лисбёрн (20 июля 1862 — 4 сентября 1899).

15 мая 1878 года лорд Лисбёрн женился вторым браком на Элис Д’Алтон Пробин (1854 — 27 апреля 1933), дочери Эдмунда Пробина и Шарлотты Сеймур Джонс. Второй брак был бездетным. Став вдовой, она снова вышла замуж в 1889 году за Уильяма Амхерста, 3-го графа Амхерста (1836—1910), а в 1914 году — за князя Джона Питера Сапегу (1865—1954).